# Derince (district)
Derince is een Turks district in de provincie Kocaeli en telt 143.884 inwoners (2020). Het district heeft een oppervlakte van 223 km². Hoofdplaats is Derince. Het district ligt aan de noordelijke kustlijn van de golf van İzmit.
De bevolkingsontwikkeling van het district is weergegeven in onderstaande tabel.
| 1997 | 2000   | 2007    | 2020    |
| ---- | ------ | ------- | ------- |
| -    | 97.283 | 117.303 | 143.884 |